# Le Temps qu'il fait (maison d'édition)
Pour les articles homonymes, voir Le Temps qu'il fait.
Le Temps qu'il fait est une maison d'édition française, active depuis 1981, établie à Mazères.

## Historique
La revue Le Temps qu’il fait est fondée en 1981 par Georges Monti avec Edmond Thomas, fondateur en 1971 d'une autre revue littéraire, Plein chant. Elle est dirigée depuis  par Georges Monti.
Établie à l'origine à Cognac, la maison a désormais son siège à Mazères, en Gironde. Son nom fait référence à un roman d'Armand Robin.
Près de 700 ouvrages ont été publiés entre 1981 et 2021, dans le domaine de la littérature française essentiellement, mais aussi de la photographie, avec une collection de livres d'écrivains-photographes créée en 1989.
Depuis 1982 sont aussi régulièrement édités Les Cahiers du Temps qu'il fait, volumes critiques consacrés à des écrivains prestigieux ou demeurés secrets, « dont l'œuvre est parvenue à un point élevé d'accomplissement », tels Philippe Jaccottet, Roger Munier, Jude Stéfan, Luc Dietrich, Louis-René des Forêts, Henri Thomas, François Augiéras, Yves Bonnefoy, André Frénaud, etc.

## Parmi les auteurs
- Jean-Pierre Abraham
- Baptiste-Marrey
- Alice Becker-Ho
- Yves Bichet
- Christian Bobin
- François Boddaert
- Yves Bonnefoy
- Patrick Cloux
- Jacques Chauviré
- Pascal Commère
- Guy Debord
- Marc Deneyer
- Luc Dietrich
- André Dhôtel
- Christian Estèbe
- Thierry Girard
- Marie Huot
- Philippe Jaccottet
- Jean-Yves Laurichesse
- Gérard Macé
- Jorge Manrique
- Denis Montebello
- Michel Orcel
- Gilles Ortlieb
- Ricardo Paseyro
- Claude Pauquet
- Georges Perros
- Jean-Claude Pirotte
- Didier Pobel
- Patrick Renou
- Catherine Rey
- André de Richaud
- Danièle Robert
- Armand Robin
- Paul Louis Rossi
- Paul de Roux
- Valérie Rouzeau
- Lambert Schlechter
- Jude Stéfan
- Richard Texier
- Henri Thomas
- Jean-Loup Trassard